# Juan José Ibarretxe

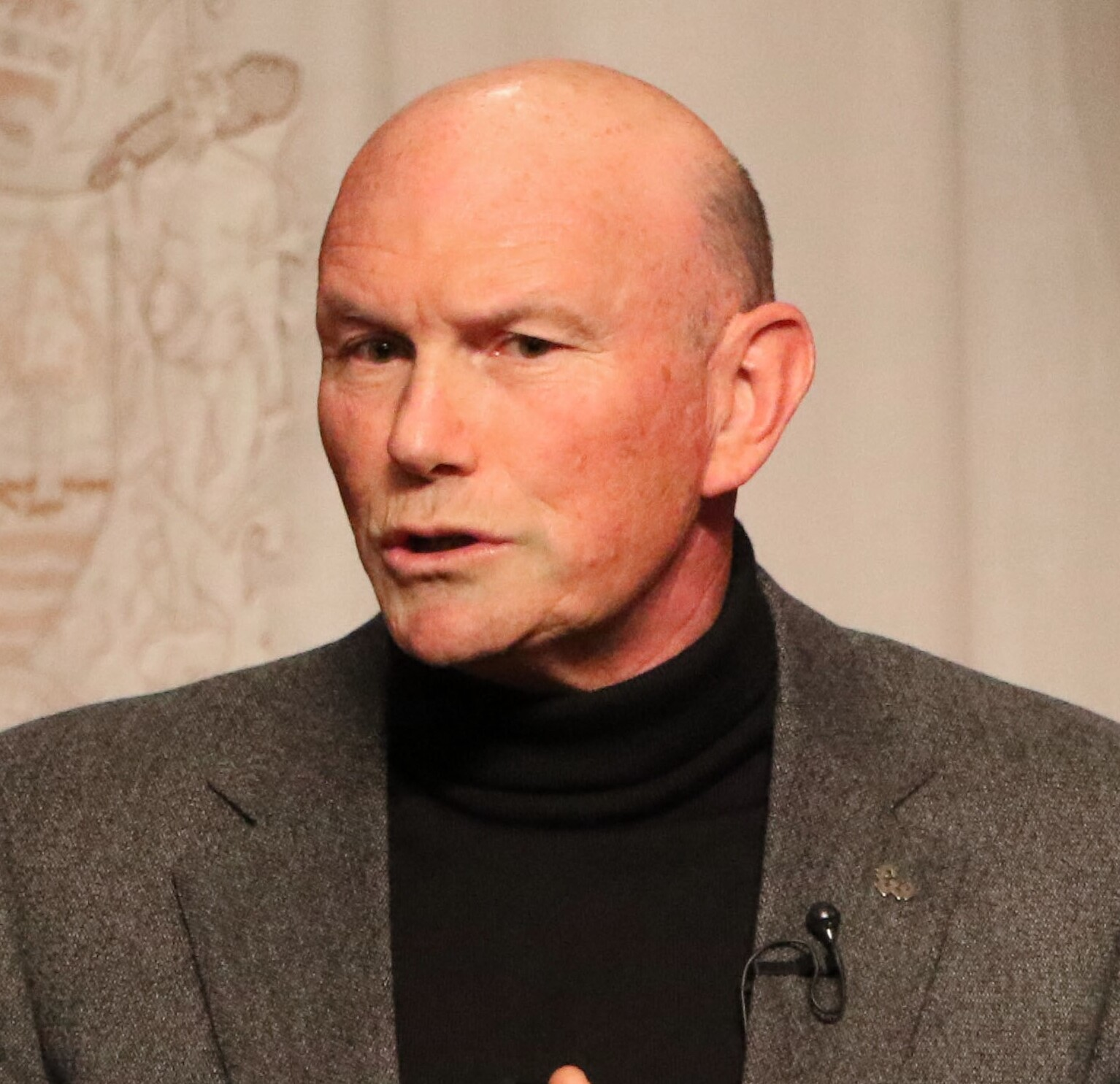
Juan José Ibarretxe (2016)

Juan José Ibarretxe Markuartu (* 15. März 1957 in Llodio, Provinz Álava) ist ein spanischer Politiker.
Er ist Mitglied der Baskischen Nationalen Partei (EAJ/PNV) und war vom  2. Januar 1999 bis zum 4. Mai 2009 der Ministerpräsident (baskisch lehendakari) der Autonomen Region Baskenland.
Ibarretxe hat einen Abschluss in Wirtschaftswissenschaften der Universität des Baskenlandes. Er ist verheiratet mit Begoña Arregui und hat zwei Kinder.

## Politische Karriere bis 2005

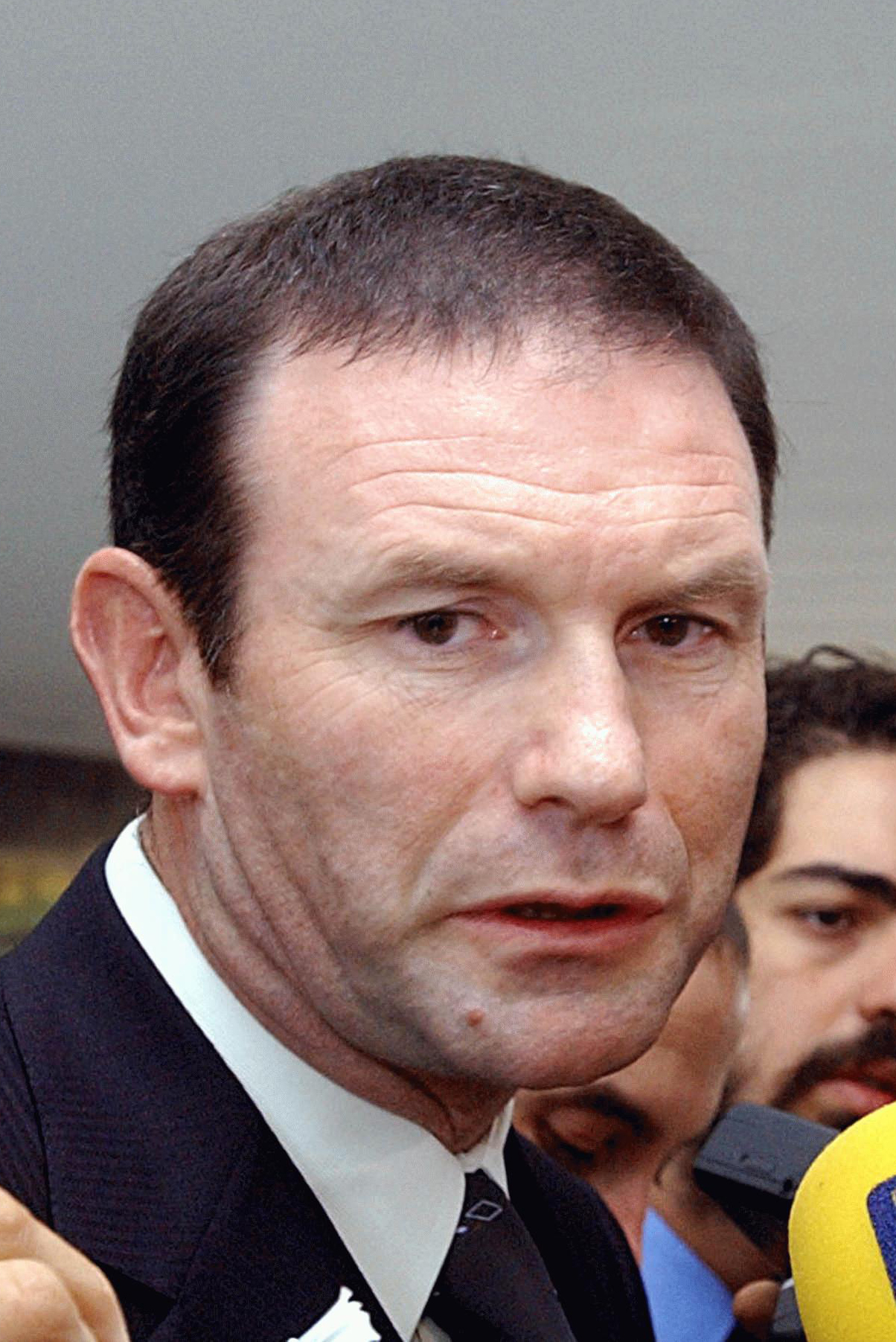
Juan José Ibarretxe (2003).

Ibarretxe war von 1983 bis 1987 Bürgermeister seiner Heimatstadt Llodio. Von 1984 bis 1995 und von 1998 bis 2009 war er Mitglied des baskischen Regionalparlamentes. Von 1994 bis 1999 war er unter seinem Vorgänger José Antonio Ardanza Vizelehendakari und Minister für Finanzen und öffentliche Verwaltung des Baskenlandes.
2003 sorgte Ibarretxe mit einem Plan zur schrittweisen Ausweitung der Autonomie bis hin zur Unabhängigkeit des Baskenlandes für heftige innenpolitische Diskussionen in Spanien. Das von ihm vorgebrachte neue Autonomiestatut, der sogenannte Plan Ibarretxe, wurde allerdings im Januar 2005 vom spanischen Parlament deutlich abgewiesen. Bei den Regionalwahlen am 17. April 2005 verlor Ibarretxes Parteienkoalition die Mehrheit. Dennoch wurde Ibarretxe als Vorsitzender der stärksten Partei mit der Regierungsbildung beauftragt.

## Die 3. Amtsperiode
Am 23. Juni 2005 wurde Ibarretxe mit einfacher Mehrheit zum dritten Mal zum Ministerpräsidenten gewählt. Er erhielt im zweiten Wahlgang 34 Stimmen, sein Gegenkandidat Patxi López von den spanischen Sozialdemokraten (PSOE) nur 33 Stimmen. Tags zuvor wurde bei der Abstimmung das gleiche Ergebnis erzielt, doch war dabei eine absolute Mehrheit von 38 Stimmen notwendig.
Ibarretxe konnte nur mit Hilfe des umstrittenen kommunistischen PCTV/EHAK gewählt werden, der ihm zwei seiner insgesamt neun Stimmen gab, damit Ibarretxe nicht gegen López verlor. Ibarretxe vereinigte die Stimmen seines PNV, der Eusko Alkartasuna (zusammen 29 Stimmen) und der Ezker Batua (3 Stimmen) auf sich. López erhielt 18 Stimmen von seinem PSOE und 15 Stimmen vom konservativen Partido Popular (PP). Der PCTV, der verdächtigt wird, der baskischen Terrororganisation ETA bzw. deren verbotener politischer Organisation Batasuna nahezustehen, unterstützte Ibarretxe, weil er im Gegensatz zu López für die Unabhängigkeit des Baskenlandes eintritt.
Bei den Wahlen am 1. Mai 2009 behielt der PNV zwar mit knappem Vorsprung vor dem PSOE die Mehrheit der Stimmen. Aufgrund einer Allianz mit der Partido Popular (PP) wurde jedoch der Sozialist Patxi López am 5. Mai 2009 zum Lehendakari (Präsidenten des Baskischen Parlaments) gewählt, womit die drei Jahrzehnte dauernde Regierungszeit der Nationalisten beendet wurde.
Ibarretxe schied im Mai 2009 aus dem neugewählten Parlament aus.

## Nach der Politik
Nach seinem Rückzug aus der ersten Linie der baskischen Politik war Ibarretxe wissenschaftlich tätig. Er war 2009 Gastprofessor an der Interamerican University of Puerto Rico und wurde 2010 an der Juristischen Fakultät der Universität des Baskenlandes (UPV/EHU) mit einer Dissertation des Titels Principio ético, principio democrático y desarrollo humano sostenible: fundamentos para un modelo democrático promoviert. 2013 wurde er Gründungsdirektor des Agirre Lehendakaria Center for Social and Political Studies, der sich zum Ziel gesetzt hat, die sozioökonomische Transformation, die das Baskenland in den letzten Jahrzehnten erfahren hat, zu dokumentieren und als Modell für soziale Innovation und Demokratisierung auch in anderen Ländern nutzbar zu machen.